# Bittacus sinensis
Bittacus sinensis är en näbbsländeart som först beskrevs av Waker 1853.  Bittacus sinensis ingår i släktet Bittacus och familjen styltsländor. Inga underarter finns listade i Catalogue of Life.